# کیم سو-هیون (بازیگر، زاده ۱۹۷۵)
کیم سو-هیون (کره‌ای: 김소현؛ زادهٔ ۱۲ نوامبر ۱۹۷۵)، بازیگر تئاتر موزیکال اهل کره جنوبی است. او از کالج موسیقی دانشگاه ملی سئول فارغ‌التحصیل شده‌است و در چندین اوپرا حضور پیدا کرده‌است، قبل از اینکه به‌طور رسمی بازیگری خود را در سال ۲۰۰۱ در شبح اپرا آغاز کند. او بلافاصله در تئاتر موزیکال به شهرت رسید و از آن زمان در تولیدات استیج‌های تئاتر موزیکال کره جنوبی مانند جکیل و هاید، بانوی زیبای من، سه تفنگدار، الیزابت و ماری آنتوانت حضور پیدا کرده‌است.

## فیلم‌شناسی

### مجموعه‌های تلویزیونی
| سال       | عنوان                | شبکه   | نقش                 | توضیحات      | منابع |
| --------- | -------------------- | ------ | ------------------- | ------------ | ----- |
| ۲۰۰۷–۲۰۰۸ | پادشاه و من          | اس‌بی‌اس | بانو جونگ           |              |       |
| ۲۰۲۲      | بیست و پنج بیست و یک | تی‌وی‌ان | نا هی-دو (بزرگسالی) | حضور افتخاری | [ ۴ ] |

### برنامه‌های تلویزیونی
| سال        | عنوان                           | شبکه         | توضیحات           |
| ---------- | ------------------------------- | ------------ | ----------------- |
| ۲۰۰۳–اکنون | اُپن کنسرت                       | کی‌بی‌اس۱      |                   |
| ۲۰۱۲       | استار ادیشن: تولد بزرگ - فصل ۳  | ام‌بی‌سی       | داور              |
| ۲۰۱۳       | زنان، سفر کنید                  | ام‌بی‌سی کوئین |                   |
| ۲۰۱۳–اکنون | آهنگ‌های جاودان: خوانندگی افسانه | کی‌بی‌اس۲      |                   |
| ۲۰۱۴–۲۰۱۶  | اوه! مای بیبی                   | اس‌بی‌اس       | عضو گروه بازیگران |

### برنامه‌های اینترنتی
| سال  | عنوان          | پلتفرم            | نقش               | منابع |
| ---- | -------------- | ----------------- | ----------------- | ----- |
| ۲۰۲۱ | دعوتی سانگ‌سانگ | ناور تی‌وی، یوتیوب | عضو گروه بازیگران | [ ۶ ] |